# Georg Koch
Georg Koch (Bergisch Gladbach, 3 februari 1972) is een Duitse voormalig doelman in het betaald voetbal. Hij debuteerde in november 1992 in het profvoetbal toen hij met Fortuna Düsseldorf in de 2. Bundesliga aantrad tegen VfL Wolfsburg. In maart 2009 verklaarde hij in dienst van Rapid Wien dat zijn carrière erop zat.
Koch werd bij aanvang van het seizoen 1997/1998 door PSV aangetrokken als nieuwe keeper, maar verloor de strijd om een basisplaats van Ronald Waterreus. Drie maanden na aankomst in Eindhoven keerde Koch terug naar Duitsland.

## Sportieve loopbaan
Koch debuteerde op 28 november 1992 in het betaald voetbal. Met Fortuna Düsseldorf speelde hij zijn eerste partij tegen VfL Wolfsburg, in de 2. Bundesliga. Met Fortuna degradeerde Koch naar de derde klasse, om vervolgens twee keer achter elkaar te promoveren en in 1995 zijn debuut te maken in de Bundesliga.
Koch werd in 1997 aangetrokken door PSV, maar keerde na drie maanden terug vanwege een verloren (sportieve) strijd met Waterreus voor een plaats in het doel. Hij was daarin niet de eerste en, zo bleek later, niet de laatste. Het duurde vervolgens tien jaar voordat Koch weer naar een club over de grens trok. Met Dinamo Zagreb wint hij in het seizoen 2007/'08 zowel de Kroatische beker als het landskampioenschap. Voor Koch de eerste keer, want eerdere titels en promoties die hij won waren allen in de 2. Bundesliga, met Fortuna Düsseldorf, Arminia Bielefeld en MSV Duisburg (2x).
Aan het begin van het seizoen 2008/2009 trok Koch op transfervrije basis naar Rapid Wien, waar hij een eenjarig contract tekende om de geblesseerde vaste doelman Helge Payer te vervangen.

## Einde carrière
Tijdens het competitieduel tegen stadgenoot Austria Wien op 24 augustus 2008 explodeerde een stuk vuurwerk dat uit het Austria-vak werd geworpen naast Koch. De doelman moest worden vervangen. Later bleek dat Koch door het vuurwerk een gehoortrauma en een cardiovasculaire collaps had opgelopen. Na enkele maanden therapie besloten Rapid en Koch het contract in januari 2009 met wederzijds goedvinden te beëindigen omdat het niet in de lijn der verwachting lag dat Koch zou terugkeren voordat hij van zijn blessure was genezen. In maart beëindigde Koch zijn carrière vanwege aanhoudende evenwichtsstoornissen, veroorzaakt door beschadiging van het binnenoor. In september 2009 probeerde hij het nog een keer bij SC Herford, maar dat bleef bij één wedstrijd. Koch wordt als 'sportinvalide' beschouwd.

## Carrièreoverzicht
| Seizoen  | Club                 | Competitie           | Wedstrijden | Doelpunten |
| -------- | -------------------- | -------------------- | ----------- | ---------- |
| 1992-'97 | Fortuna Düsseldorf   | 2. B.liga/Bundesliga | 102         | -          |
| 1997     | PSV                  | Eredivisie           | 3           | -          |
| 1997-'99 | Arminia Bielefeld    | Bundesliga           | 56          | -          |
| 1999     | 1. FC Kaiserslautern | Bundesliga           | 9           | -          |
| 2000     | Arminia Bielefeld    | 2. B.liga/Bundesliga | 16          | -          |
| 2000-'03 | 1. FC Kaiserslautern | Bundesliga           | 76          | -          |
| 2003-'04 | Energie Cottbus      | 2. Bundesliga        | 26          | -          |
| 2004-'07 | MSV Duisburg         | 2. B.liga/Bundesliga | 93          | -          |
| 2007-'08 | Dinamo Zagreb        | Nogometna Liga       | 21          | -          |
| 2008-'09 | Rapid Wien           | Bundesliga (Oos)     | 7           | -          |

## Erelijst
Arminia Bielefeld
- 2. Bundesliga

1999